# Maison La Forteresse
La maison dite La forteresse est une maison du XVe siècle ou XVIe siècle, protégée des monuments historiques, située à Vuillafans, dans le Doubs, en France.

## Localisation
La maison est située dans la rue du Téméraire à Vuillafans.

## Histoire
Certains éléments de la maison remontent au XVe siècle ou au XVIe siècle. Elle subit un remaniement au XVIIIe siècle, époque à laquelle les communs sont également construits.
Les façades, toitures ainsi que l'escalier intérieur sont inscrits au titre des monuments historiques par arrêté du 6 octobre 1977.

## Architecture
La maison possède un escalier à vis intérieur faisant partie de l'inscription aux monuments historiques.